# ThinkPad
ThinkPad — лінійка  ноутбуків та планшетів виробництва Lenovo. Розробку, виробництво та продаж здійснювала IBM поки Lenovo не придбала бренд у IBM у 2005 році разом із бізнесом персональних комп'ютерів.
Лінійка ThinkPad відома своїм мінімалістським, чорним дизайном, який первісно змодельований у 1990 році Річардом Саппером базуючись на традиційній японській коробочці для їжі Bento, що розкриває свою природу після відкривання.
Лінійка популярна серед великих бізнесів та навчальних закладів. Її також поважають ентузіасти технологій, збирачі та досвідчені користувачі завдяки їх надійному дизайну, порівняно великій ціні перепродажу, наявності запасних частин. Ноутбуки ThinkPad використовуються в космосі, і у 2003 році були єдиним ноутбуком сертифікованим для Міжнародної космічної станції.

## Історія бренду
Запроваджений у 1992 році ThinkPad ознаменував поворотний момент як для іміджу IBM, так і для перспектив мобільних обчислень. Завдяки простому дизайну, що нагадував чорну сигарну коробку, фірмовому курсорному пристрою, яскравому дисплею та безпрецедентній обчислювальній потужності, ThinkPad завоював прихильність на ринку бізнес-мандрівників, що швидко зростав, і став найвідомішим у світі портативним комп'ютером.
IBM виробляла портативні пристрої з 1970-х років, проте майже два десятиліття компанія не досягала значних успіхів на ринку, частково через свою орієнтацію на настільні машини. Тим часом, у середині 80-х років внутрішня робоча група прогнозувала, що до 1996 року продажі ноутбуків перевищать продажі настільних комп'ютерів. Тож у 1992 році, в рамках зусиль генерального директора Джона Акерса зі створення більш гнучкої компанії, IBM заснувала бізнес-підрозділ під назвою Personal Computer Company, президентом якого став Роберт Дж. Корріган. Кожен підрозділ отримав власні команди розробки, виробництва та маркетингу для прискорення виробництва та створення більш конкурентоспроможних за ціною пропозицій.
Лінійка ThinkPad — назва якої була навіяна паперовими блокнотами з написом “THINK”, що розповсюджувалися серед численних співробітників і клієнтів для запису ідей — з'явилася у підрозділі мобільних обчислень і дебютувала публічно з трьома моделями на виставці Comdex у листопаді того ж року. Топова модель 700C мала стильний матово-чорний корпус з прогумованим покриттям, великий (на той час) 10,4-дюймовий активний матричний тонкоплівковий транзисторний (TFT) дисплей і червоний гумовий джойстик, розташований між клавішами.
Відомий як TrackPoint II, цей джойстик дозволяв користувачам керувати курсором, не відриваючи рук від клавіатури. Науковець IBM Тед Селкер розробив цей пристрій, який реагував на тиск, а не на рух, щоб підвищити ефективність навігації та набору тексту, займаючи якомога менше місця. Це була особливість, яку або любили, або ненавиділи. Деякі ставили під сумнів її ефективність. Для інших вона сприяла унікальному зв'язку між людиною та машиною. І останніх було більш ніж достатньо, щоб забезпечити успіх на ринку.

### Назва

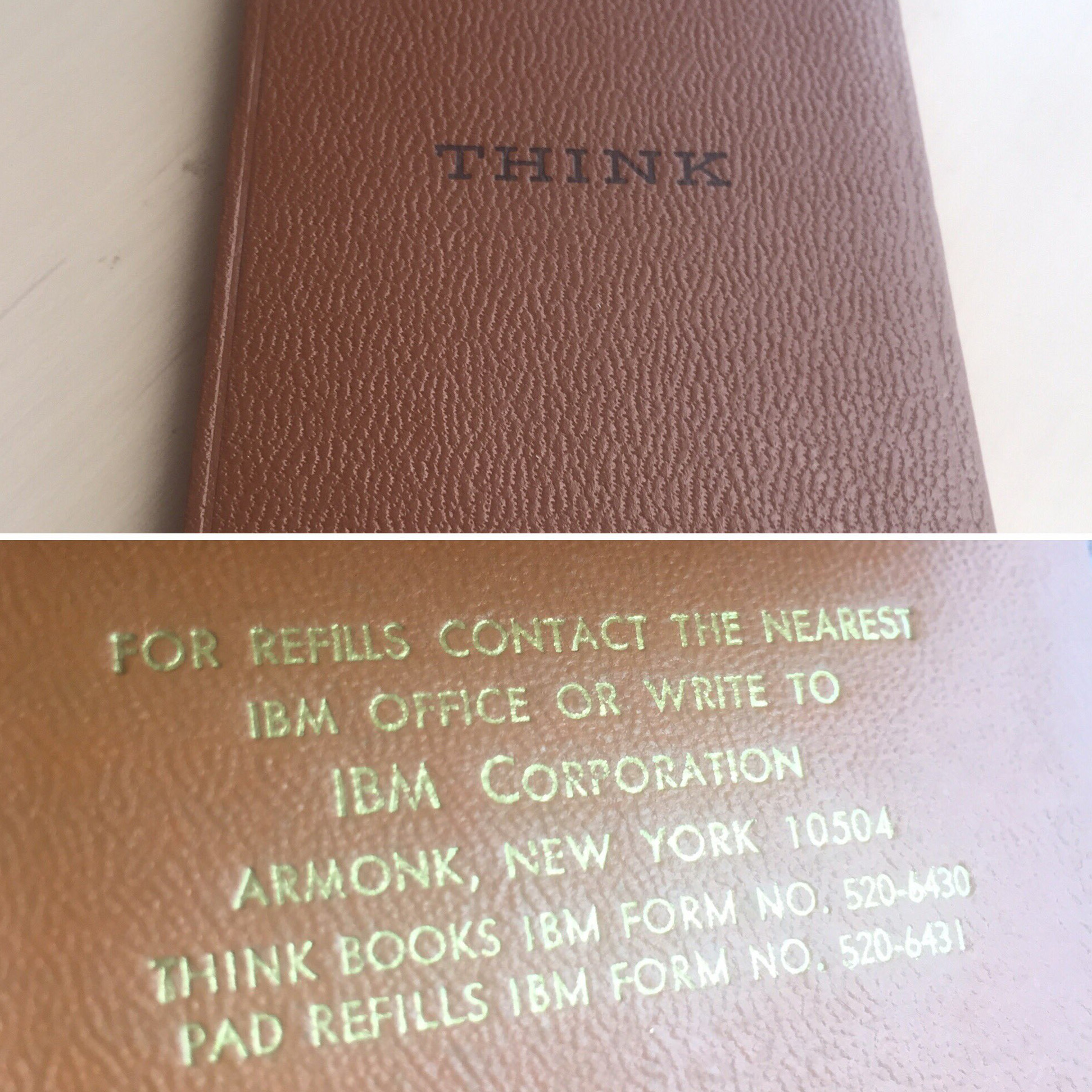
Оригінальний блокнот "THINK", від якого походить назва бренду, інформація про нього

Ім'я "ThinkPad" є продуктом історії і традицій корпорації IBM. Томас Ватсон перший впровадив  слово "THINK", як слоган ІВМ в 1920-х. З кожним міні-комп'ютером та мейнфреймом встановленим ІВМ, голубий пластмасовий надпис розміщений на вершині операторської консолі, з командою "THINK" на алюмінієвій пластині. Протягом десятиліть, ІВМ продавала маленькі блокноти прикрашені словом "THINK" на шкіряній обкладинці, для клієнтів та співробітників. Ім'я "ThinkPad" було запропоновано співробітником ІВМ Денні Вайнврайтом, який мав "THINK" блокнот в своїй сумці. Ім'я було протиставлено  корпоративному неймінгу ІВМ, коли назви для комп'ютерів ІВМ були всі нумеровані на той час.

### Ранні моделі
В квітні 1992 року, ІВМ анонсували перший ThinkPad портативний комп'ютер на новій конференції. Перший ThinkPad таблет, PenPoint-базований девайс формально знаний, як ІВМ 2521 ThinkPad, був позиціонований як розробницький реліз. ThinkPad таблет став доступний для продажу загальній публіці вже в жовтні того ж року.
В додаток, щоб дати це інноваційне ім'я, ІВМ вивела ThinkPad на ринок через творчі заходи, такі як ранні клієнтські пілотні програми, нумеровані пре-лаунч повідомлення, і найбільша програма спроектованої вітрини переваг і недоліків продукту. ІВМ навіть працювала з археологами, розкопуючи стародавнє єгипетське місто Леонтополіс, щоб провести польові тести ThinkPad’а. Пристрій був доставлений команді розкопок на літо. Результат задокументував відмінну продуктивність ThinkPad’a в несприятливих умовах. В повідомленні було сказано:  “ThinkPad — це вражаюча машина, достатньо міцна, щоб використовуватися без спеціальної турботи в гірших умовах Єгипту, що були запропоновані”.
Перші три моделі ноутбуку ThinkPad 700, 700С і 700Т були публічно анонсовані в жовтні 1992 року. Яскравий червоний TrackPoint, частина точкового стіку, вбудований в клавіатуру, дозволяє використовувати ноутбук без зовнішньої миші. Перші ThinkPad’и були дуже успішні, отримали більше ніж 300 нагород за дизайн і якість.
ThinkPad 755C був використаний як вантажепідйомник і генеральний комп'ютер підтримки на борту космічного Шатлу в 1990-их. 760ED був також протестований як частина програми Шатлу Мир в той же період. Модель використовувана в космічній програмі мала Пентіум 133 МГц, 48 Мегабайтами оперативної пам’яті, 4-х швидкісний CD-ром, 1,44 Мегабайт флопі-дисковод, два 1,2 Гігабайтних жорстких диска і аксесуари. Під час використання в космосі, ноутбук був під дією радіації, що могла стати причиною помилок, і 760ED був зазначений, як поліпшений в цій сфері, в порівнянні з 775С.

### Дизайн

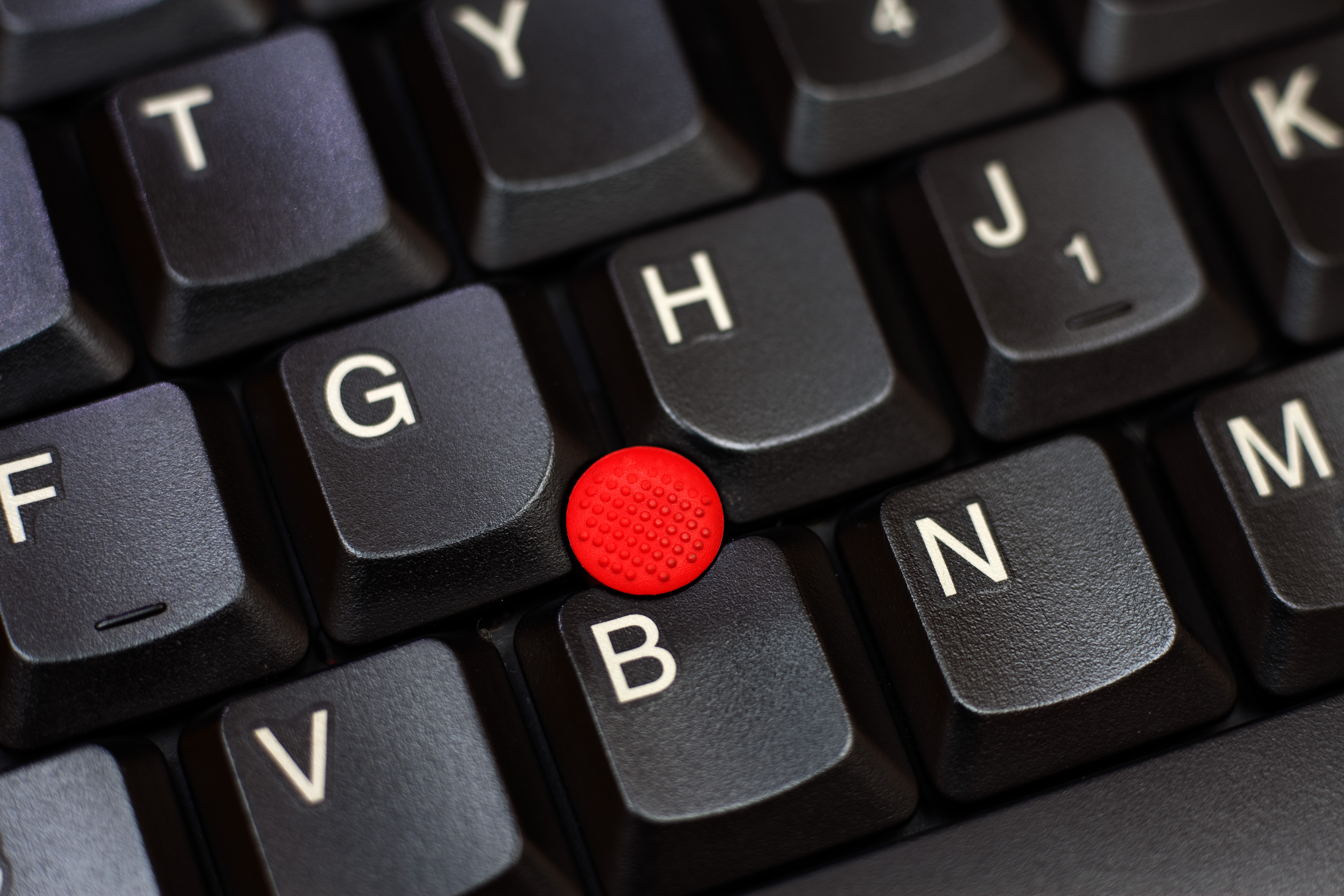
TrackPoint це невід'ємна частина клавіатури серії ThinkPad

Традиційно чорний, ThinkPad має зазвичай магнієвий, вугле-волоконний підсилений пластиковий або титановий композитний корпус. ThinkPad впровадив інновації, в тому числі TrackPoint маніпулятор, ThinkLight LED підсвічування клавіатури над екраном, Active Protection System, акселерометри-сенсори, що фіксують падіння ноутбуку і запобігають пошкодженню файлів на жорсткому диску, спроектована “клітка” для мінімізування вигинання материнської плати, сталеві петлі, біометричний сканер відбитку пальця, ThinkVantage Technologies набір комп’ютерних засобів управління, і отвори для зменшення пошкодження клавіатури і компонентів від випадкових попадань рідин.
Оригінальний дизайнерський концепт ThinkPad був створений в 1990 році італійським дизайнером Річардом Саппером, корпоративним дизайн-консультант ІВМ і з 2005 Леново. Саппер відмітився дизайном класичних продуктів, таких як Tizio lamp для Artemide, офісних стільців для Knoll, кухонних виробів для Alessi і кулькових ручок для Lam. Дизайн базувався на концепті традиційного японського Bento ланчбоксу. Погоджуючись після інтерв’ю з Саппером, він також характеризував просту форму ThinkPad, так елементарну як просту, чорну коробку для цигарок з подібними пропорціями , які пропонують “сюрприз”, коли відкриті. Цей комп’ютер є також знаний за його знаковий червоний TrackPoint, варіації джойстику, в середині клавіатури. TrackPoint був винайдений Дослідницькими науковцями ІВМ — Тедом Селкером і Джойом Рутледжом. 
Перший ThinkPad ноутбук(700С) анонсований в 1992 році, був перший новий продукт від ІВМ по стратегії “differentiated product personality” результованій від колаборації між Саппером і Томом Харді, головою IBM Design Program. Розробка 700С також залучила працюючих Саппера і Казухіро Ямадзакі відносинами, лідируючий дизайнер ноутбуку ІВМ Yamato Design Center в Японії і зв’язок між Саппером і Yamato engineering. Ця “до-Інтернет” колаборація 1990-1992 років, між Італією і Японією була за сприяння спеціальної цифрової комунікаційної системи Sony, що пересилала зображення високої роздільної здатності по телефонній лінії. Ця система була встановлена в кількох ключах глобально Design Centers Харді, так дизайнери ІВМ могли візуально зв’язуватись більш ефективно і взаємодіяти прямо з Саппером для порад щодо їх проекту. За його інноваційне керівництво дизайном під час розробки ThinkPad, Харді був названий “інноватором Року 1992” від PC Magazine. Від 1992 року, дизайн ThinkPad регулярно оновлювався, розроблявся і уточнювався з кожним роком Саппером і відповідною командою ІВМ і пізніше Lenovo, такими як Ямадзакі, Том Такагаші, Сем Люценте і, з 1995, Девід Гілл, Віцепрезидент Користувацького Досвіду і Дизайну, який очолював і керував дизайном/користувацьким досвідом ThinkPad. Підхід Гілла по підтримці еволюції Сапперового оригінального дизайну ThinkPad, є аналогічним, як Porsche керує еволюцією класичного 911.

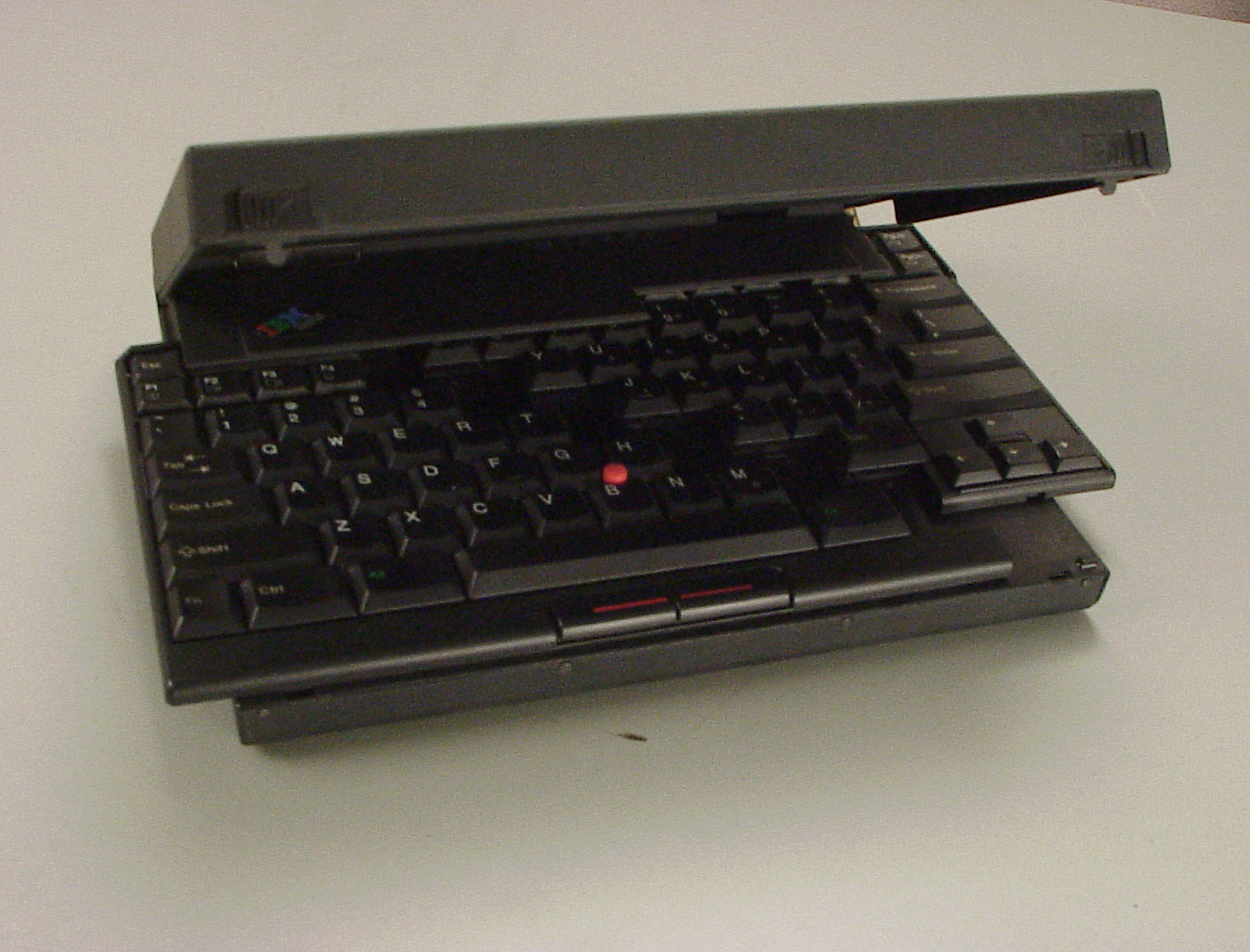
Клавіатура ThinkPad 701, яка відома як "Butterfly"(Метелик)

Складна клавіатура-метелик, що з’явилась в серії ThinkPad 701, розробленій Саппером в колаборації з Семом Люценте і Джоном Карідісом, вважається шедевром дизайну і знаходиться в Музеї Сучасного Мистецтва в Нью-Йорку. Пізніше Доктор Джон Карідіс винайшов унікальний механізм, розміщення 2-х “трикутників”, що вмикають розширення клавіатури.
Серія 760 також включала незвичайний дизайн клавіатури; клавіатура була підвищена, виїжджала двома руками по маленьким рейках на стороні екрану, нахилена клавіатура для досягнення більш ергономічного дизайну.
Отже більшість моделей оснащувались трекпойнтом, не всі моделі мали тачпад; з тих що мали, не всі були з лівими і правими кнопками, що погіршувало можливість ергономічного використання. Тачпад Х220 подвійний, з регулярними кнопками миші. Це може створювати проблеми, такі як випадкові натискання, якщо за багато тиску під час використання тачпаду.
З нагоди двадцятиріччя інтродукції ThinkPad, Девід Хілл автор і дизайнер пам’ятної книги про дизайн ThinkPad, з заголовком ThinkPad Design: Spirit & Essence, книга була показана на проведеній події в MoMA.

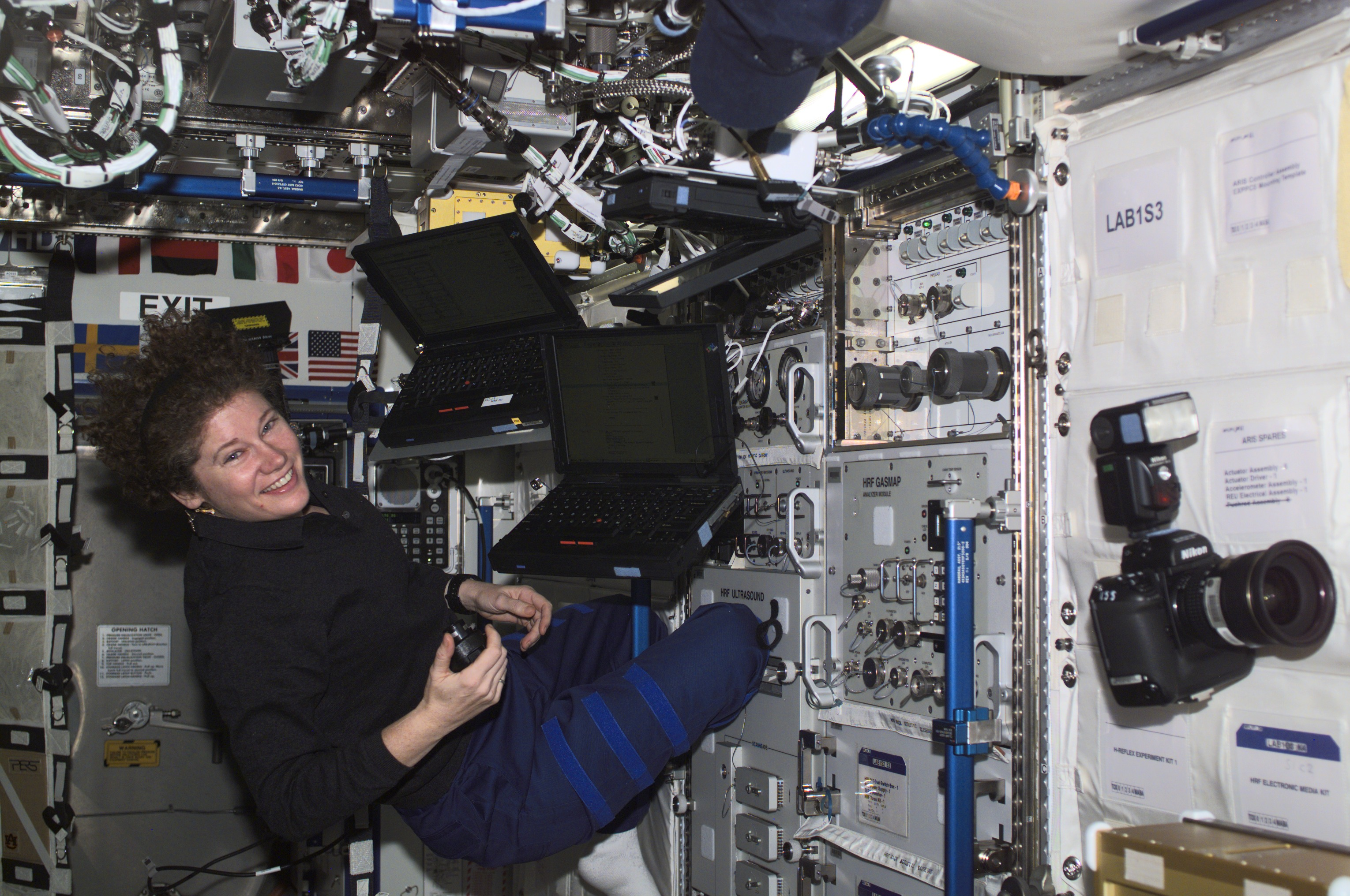
Сюзан Хелмс працює за трьома ноутбуками в невагомості

### Використання в космосі
NASA закупила більше ніж 500 ThinkPad 750, для літальної кваліфікації, розробки програмного забезпечення і тренування екіпажу. Астронавт сенатор Джон Ґленн використовував ноутбук ThinkPad в його космічній місії STS-95 в 1998 році. Моделі ThinkPad, які використовувались в місії Шатлу включають:
- ThinkPad 750(вперше використовувався в Грудні	1993 році, підтримка ремонтної місії Хабл)

- ThinkPad 750C
  - ThinkPad 755C
  - ThinkPad 760ED
  - ThinkPad 760EX(МКС портативна комп'ютерна система)
  - ThinkPad 770
  - ThinkPad A31p(МКС портативна комп’ютерна система)
  - ThinkPad T61p

В результаті три 750С були залишені в Спектр модулі станції Мир, коли модуль розгерметизувався.
Лептопи використовувались на борту Шатлу і МКС особливо обережно і оперативно поліпшувались для невагомого середовища. Модифікації включали липкі стрічки для прилаштування ноутбуку до поверхні, покращення охолодження ЦП і відеокарти(тому що нагріте повітря не виходить назовні без гравітації), адаптер до 28-ми вольт живлення станції.
ThinkPad 750 летів на борту космічного Шатлу Ендеавор, через місію по ремонту Хаблу 2 грудня 1993 року. Завдання 750С було в програмі тестування NASA, наскільки він стійкий, якщо радіація властива космічному простору може викликати аномалії пам’яті в 750С чи генерувати інші непередбачені проблеми. 775С був також використаний і 760ED був протестований як частина тесту Шатлу Мир. 
ThinkPad були використані разом з джойстиками для Portable In-Flight Landing Operations Trainer(PILOT).
У 2006, ThinkPad A31p був використаний в сервісному Модулі Центральної Пошти МКС і сім А31р ноутбука були в сервісі на орбіті в складі МКС. В 2010, МКС була оснащена 68 А31 комп’ютерами поряд з 32 новими Т61р лептопами, плюс ІР-телефони, що також мали обмежені відео можливості. Робота, що включала ноутбуки в мережі станції продовжувалась до червня 2011. Всі ноутбуки на борту МКС були під’єднані до мережі станції через Вай-Фай і з’єднані із Землею на швидкості 3 Мбіти/с до, і 10 Мбіт/с з станції, порівняна швидкість до дому з’єднання DSL. 

### Придбання Леново

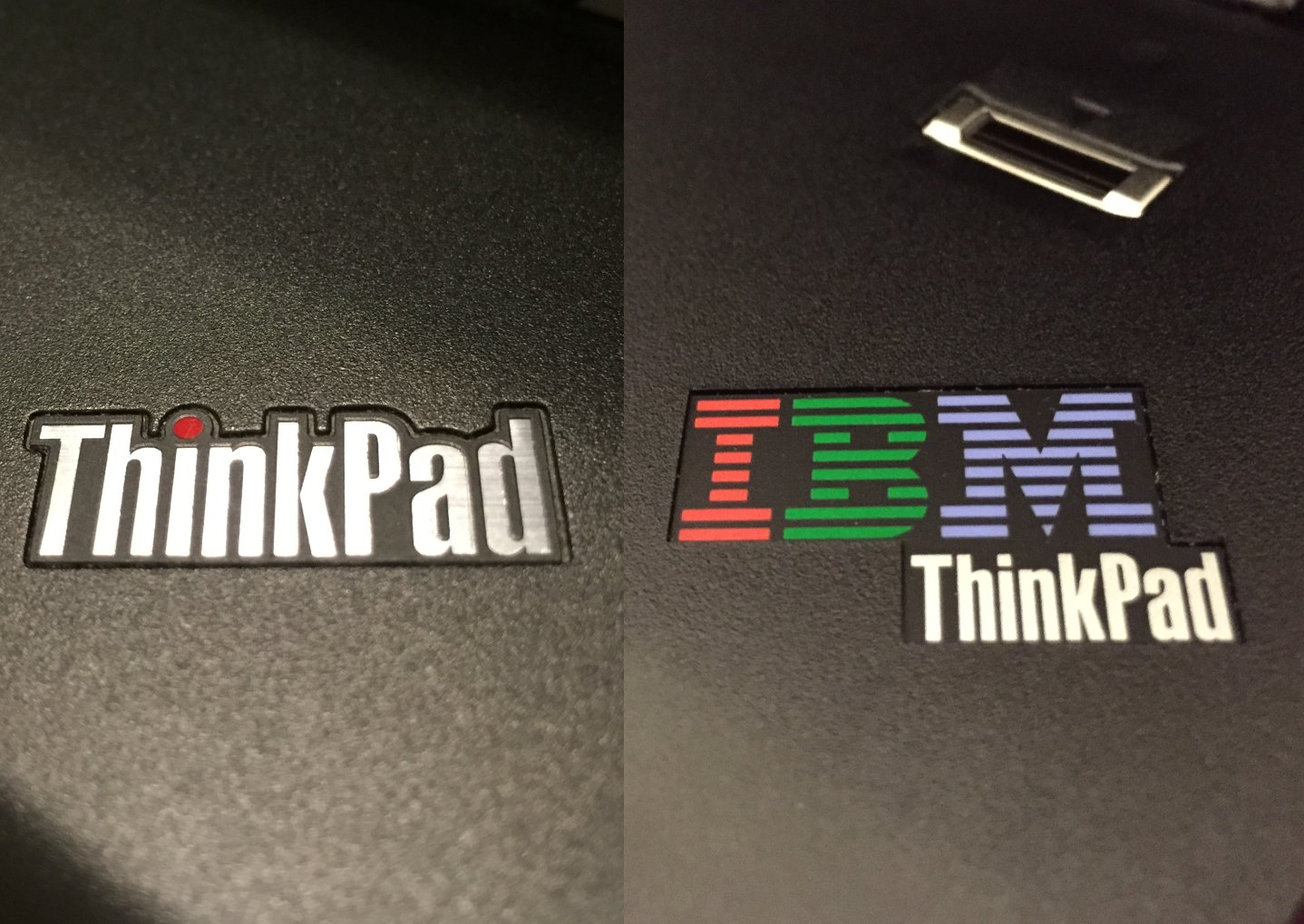
Логотип Lenovo ThinkPad і ІВМ ThinkPad

В 2005, китайська технологічна компанія Леново купила бізнес ПК у ІВМ і бренд ThinkPad. У розмові про покупку дивізіону ПК у ІВМ, Лю Чуанзі сказав: “Ми користуємось трьома шляхами від придбання ІВМ. Ми маємо бренд ThinkPad, більш покращені технології виготовлення ПК ІВМ і інтернаціональні ресурси компанії, такі як глобальні канали збуту і оперативні команди. Ці три елементи зміцнять наші продажі в кількох останніх роках.”
Отже, Леново придбала права на використання брендів ІВМ на 5 років, після придбання бізнесу ПК у ІВМ, Леново використовували його тільки 3 роки. 7 грудня 2007, на події названій “Lenovo Pride Day”, після слів заохочення від менеджменту, співробітники церемоніально відчистили логотипи ІВМ їх ThinkPad, і заліпили їх стікерами Леново.
Акції бренду ThinkPad в штаб-квартирі Леново в Моррісвілі, Північна Кароліна, де в Леново працюють 3500 робітників. Кожен пристрій виготовлений в компанії на об’єкті округу Ґуілфорд площею 240,000 футів  “є запакований в коробку клеймовану червоно-біло-голубим стікером “Вітсетт, Північна Кароліна”.
В 2012, Леново перенесла виробництво комп’ютерної лінії ThinkPad до Японії. Ноутбуки планували виробляти NEC в Йонезава, Ямаґата. Акаемі Ватанабе, президент Lenovo Japan, сказав: “Як японець, я радий бачити повернення внутрішньої продукції і ціллю є реалізація повного спектру продукції, поліпшити її, як це тільки можливо і зробити продукт більш прийнятним для японських користувачів”.
В 2014 році, роза продажів показала 5,6% від попереднього року, Леново втратила позицію, як найбільший комерційний виробник ноутбуків. Тим не менш, компанія святкувала важливу віху в 2015 році з продажем 100 мільйонного ThinkPad. 

### Батареї
Деякі ноутбуки Lenovo (наприклад, X230, W530 і T430) блокують акумулятори сторонніх виробників. Lenovo називає цю функцію "Battery Safeguard" (Захист акумулятора). Вперше вона був представлена на деяких моделях у травні 2012 року. Ноутбуки з цією функцією перевіряють мікросхеми безпеки, які містять лише фірмові батареї ThinkPad. Постраждалі ноутбуки відображають повідомлення "Genuine Lenovo Battery Not Attached" ("Справжній акумулятор Lenovo не підключений"), коли використовуються акумулятори сторонніх виробників. 

## Огляди і нагороди
Лінійка ThinkPad отримала безліч нагород від комп'ютерних видань.
Laptop Magazine у 2006 оголосив клавіатуру ThinkPad найякіснішою ноутбучною клавіатурою. ThinkPad був першим із надійності та підтримки у опитуванні PC Magazine у 2007.
Lenovo ThinkPad отримав у 2006 році 2 місце після Apple у категоріях Вибір читачів та Підтримка у журналі PC Magazine. Лінійка ThinkPad Series потрапила у Залу слави PC World у 2004 році.
ThinkPad T450s отримав звання найкращого бізнес-ноутбука, а Lenovo ThinkPad X250  — найкращого портативного ноутбука  у 2015 році від Laptop Mag.

## Серії

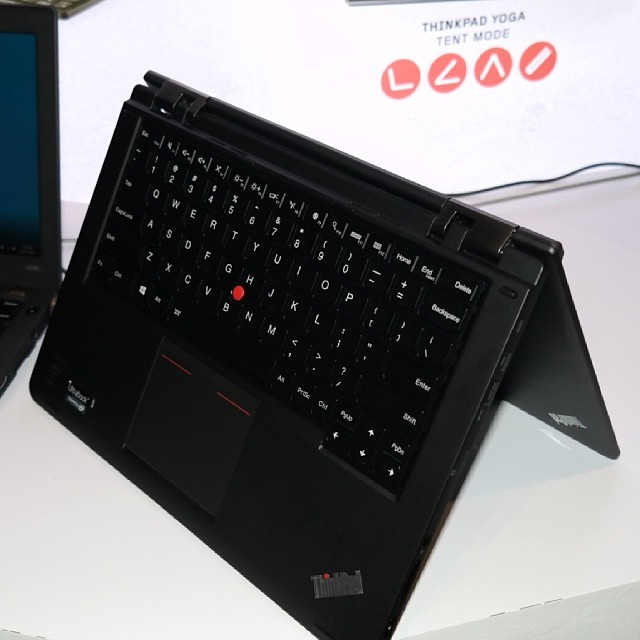
ThinkPad Yoga в режимі тенту

### ThinkPad Yoga
ThinkPad Yoga - це конвертований ультрабук, котрий функціонує, як планшет і лептоп. Yoga отримала своє ім'я від орієнтованої на споживача серії IdeaPad Yoga, з таким ж форм фактором. ThinkPad Yoga має клавіатуру з підсвічуванням, що вирівнюється коли перевернута в планшетному режимі. Це виконано за допомогою платформи навколо ключів, що піднімаються до рівня клавіатури, механізм замикання, що запобігає натисканню клавіш, і ніжки ноутбука, які вилазять, щоб запобігти клавіатуру від прямого контакту з рівною поверхнею. Леново реалізувало цей дизайн, в зв'язку з скаргами на ранні моделі Yoga 13 і 11, які були незручні до використання в планшетному режимі. Крім його конвертованого дизайну, це досить звичайний ThinkPad ноутбук з чорним магнієвим шасі, острівною клавіатурою,  червоним TrackPoint'ом, і великим безклавішним трекпадом. 

### ThinkPad 13
"Бюджетний" ноутбук з 13-ти дюймовим екраном. В залежності від комплектації оснащується Windows 10 або ChromeOS. В максимальній комплектації i7-6400U і 512GB M.2 SSD.

### Т Серія (2000-2019)
Т Серія історично мала хай-енд особливості, такі як магнієві шарніри, IPS екран з високою щільністю FlexView (припинений після T60), 7-рядну клавіатуру, LenovoUltraBay, і ThinkLight. Моделі включають 14,1- і 15,6-дюймові екрани з співвідношенням екранів 4:3 і 16:10.

### ThinkPad Yoga 11e
ThinkPad 11e це хромбук, що має матовий чорний корпус з підсиленими петлями і кутами, міцною кришкою і гумовим бампером, який захищає дисплей від випадкових падінь, попадань рідин, і грубого поводження. Він використовує чотирьох ядерний Селерон, 4 Гігабайти оперативної пам’яті, впаяної в материнську плату, 11,6 дюймовий екран, і 16 Гігабайт еММС пам’яті. Зазначають, що він важчий, ніж стандартний хромбук, через свою  міцність і підсилений корпус.
ThinkPad 11e використовує типову ThinkPad-клавіатуру з заточеними під Chrome OS клавішами. У ньому відсутній TrackPoint, для керування тільки тачпад. Матовий екран з анти-відблискуючим покриттям і має роздільну здатність 1366 на 768 пікселів. Пристрій можна використовувати в планшетному і звичайному режимі, екран підтримує сенсорне керування і мульти-тач . HD вебкамера вмонтована над екраном. Присутній читач карт пам’яті, USB 2.0 і 3.0 порти, і HDMI 1.4 і джек 3,5 мм. Для безпровідного зв’язку є Wi-Fi 802.11ас і Bluetooth 4.0.
11e повністю підтримує особливості дистрибутиву openSUSE.

#### ThinkPad 11e (Віндовс версія)
Версія з Віндовс(8.1, 10) має такі ж характеристики як і хромбук, але продається з жорстким диском на 320 Гігабайт або ССД. Оперативна пам’ять може бути збільшена до 8 Гігабайт, Віндовс версія 11е більш універсальна, в двох варіантах від Леново і з можливістю поліпшення характеристик. Він може також мати такий же процесор, але не за таку ж ціну.

### Р Серія (2015-2019)
Р серія лептопів замінила W серію від Леново. Р серія спроектована для інженерів, архітекторів і т.п, з варіантами “хай-енд” комплектацій як Intel Xeon, 4K екран, і розширення до 64 Гбайтів DDR4 пам’яті. В стандартну комплектацію входить 1080р екран і Intel Core, РСІе SSD. Всі моделі Р серії оснащені сканером пальця. Р серія використовує охолодження FLEX, особливість якого полягає в використанні двох вентиляторів з тепловими трубками, які знаходяться біля ЦП і ГП. Тачпад з трьома кнопками включено.

#### Р50
Р50 має 15-ти дюймовий дисплей. Він підтримує до трьох внутрішніх накопичувачів даних і має один USB-C Thunderbolt 3 порт. Вага 2,54 кг і товщина в 2,59 см.

#### Р70
Р70 має 17-ти дюймовий дисплей. Важить 3,45 кг і товщина складає 3,05 см. Він підтримує до чотирьох внутрішніх накопичувачів даних і має два USB-C Thunderbolt 3 порти.    

### X Серія (2000-2019)
Розмір діагоналі екрану 11,6 — 13 дюймів, X1 серія — 14 — 15 дюймів, X1 Tablet 12 — 13 дюймів.
Серія ThinkPad X — це лінійка ноутбуків та планшетів-трансформерів, що виробляються Lenovo як частина сімейства ThinkPad. Традиційно, серія ThinkPad X найкраще пристосована для мобільного використання, маючи ультрапортативні розміри та меншу потужність порівняно з флагманською серією ThinkPad T. Вона спочатку вироблялася IBM до 2005 року.
IBM анонсувала серію ThinkPad X (спочатку X20) у вересні 2000 року з метою забезпечити "працівникам у русі кращий досвід надтонких та надлегких мобільних обчислень". Серія ThinkPad X замінила серії 240 та 570 під час переходу IBM від нумерованих до літерних серій на початку 2000-х. Перші ноутбуки серії X були "тоншими за колоду карт" та "легшими за півгалона молока", незважаючи на наявність 12,1-дюймового TFT LCD-дисплея. Ці дизайнерські цінності — тонкість та легкість — продовжували бути невід'ємною частиною дизайну та маркетингу ноутбуків серії ThinkPad X, навіть після придбання Lenovo підрозділу персональних комп'ютерів IBM. Першим ноутбуком серії ThinkPad X, випущеним Lenovo, був X41 у 2005 році.

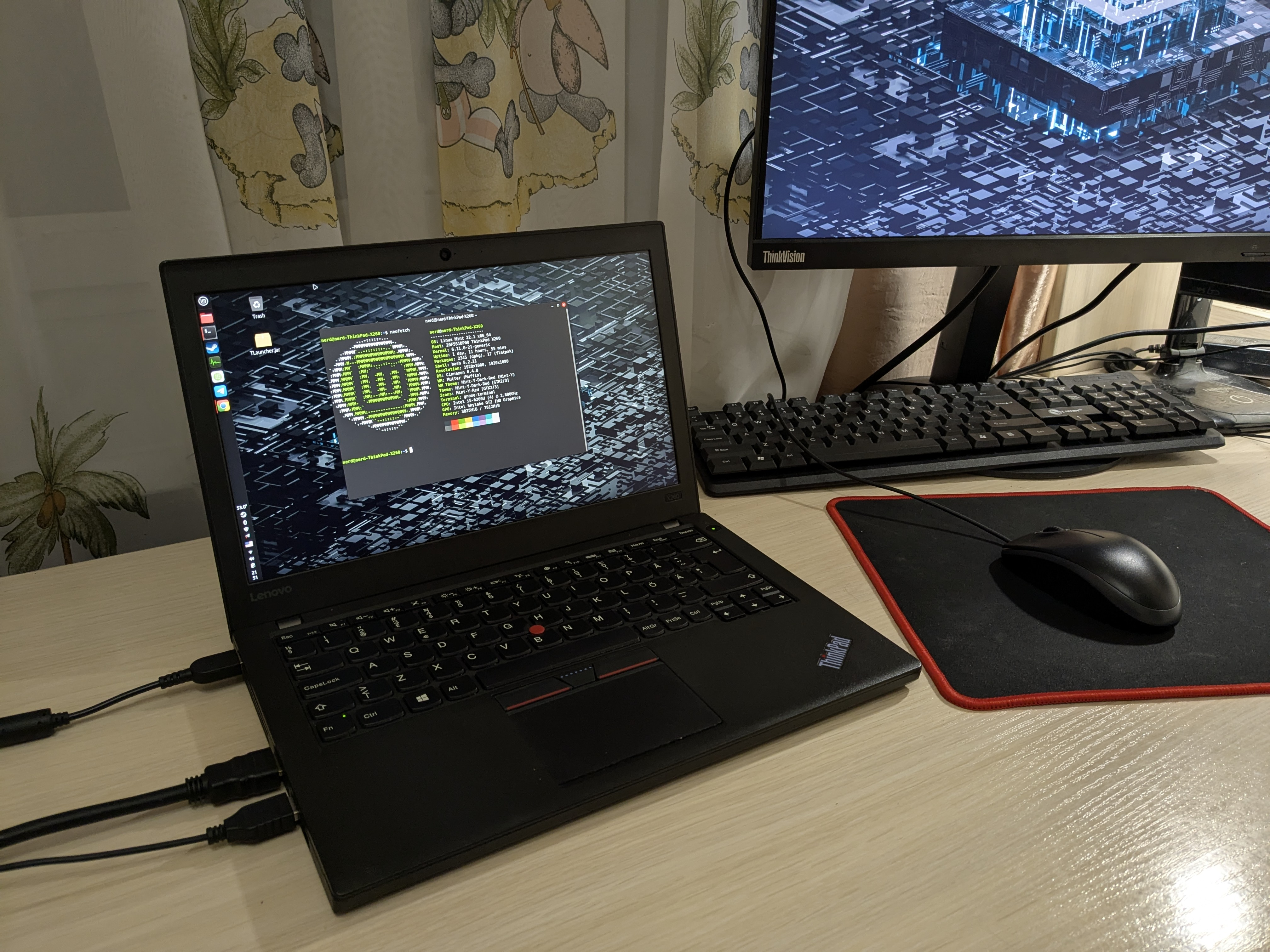
Thinkpad X260 з операційною системою Linux MInt та оригінальним монітором ThinkVision

Ноутбуки серії ThinkPad X від Lenovo описувалися як такі, що "поєднують вагу та форм-фактор ультрапортативного пристрою з міцною конструкцією". Стилі ноутбуків серії X включають традиційні ультрапортативні пристрої, а також конструкції планшетів-трансформерів. За словами Lenovo, ноутбуки серії ThinkPad X мають процесори з низьким енергоспоживанням, пропонують тривалий час роботи від акумулятора та кілька функцій міцності, таких як каркас безпеки (магнієва рама навколо дисплея), кришки з магнієвого сплаву та клавіатура, стійка до проливання рідини, але наразі не мають замінного акумулятора та слотів для оновлення оперативної пам'яті.

### L Серія (2010-2019)
Серія ThinkPad L — це лінійка ноутбуків від Lenovo, що входить до сімейства ThinkPad. На відміну від серій ThinkPad T та X, серія L має додатковий акцент на економічності та цінності; вони є початковим рівнем для корпоративного використання, а також використовуються студентами. Серія ThinkPad L була представлена в 2010 році, замінивши серію R.
Серія L спочатку була розроблена з темою "зеленого". Перші ноутбуки в серії були описані Lenovo як екологічно найдружніші продукти в лінійці ThinkPad. Ключовими особливостями, які сприяли екологічності, було використання перероблених матеріалів для упаковки та переробленого вмісту після споживання (таких як офісні бутлі для води та використане ІТ-обладнання).

### E Серія (2011-2019)
Серія ThinkPad E (раніше ThinkPad Edge) — це лінійка ноутбуків, що виробляється Lenovo з 2010 року. Це найбільш доступна серія в сімействі ThinkPad, орієнтована на користувачів малого бізнесу, а також на освітній ринок.
Серія комп'ютерів ThinkPad Edge була представлена на міжнародній виставці CES 2010 у Лас-Вегасі та надійшла у продаж у квітні того ж року. Спочатку вона продавалася малим та середнім підприємствам.
У огляді ThinkPad Edge 13 на Engadget було зазначено, що хоча "він не має преміальних функцій Lenovo Thinkpad X301..., але для бюджетного ультрапортативного пристрою... скаржитися майже нема на що". Engadget також протестував час роботи акумулятора Edge 13 і виявив, що "прогноз Lenovo щодо семи годин роботи акумулятора досить точний". Акумулятор Edge 13 протримався 5 годин і 12 хвилин.
Laptop Magazine зробив огляд ThinkPad Edge 14 і визнав його "найпереконливішим 14-дюймовим ноутбуком для малого бізнесу на ринку сьогодні".
NotebookReview зробив огляд ThinkPad Edge 15 і зазначив, що "якість збірки, здається, на крок нижча, ніж у 13- та 14-дюймових моделей". На сайті також згадувалося, що серія Edge загалом "здається недобудованою... [і] Edge 15 справляється набагато гірше".
Огляди E220s та E420s були більш позитивними, відзначаючи кращу якість збірки, ніж інші моделі в лінійці Edge.

## Старі серії

### i Серія (1998-2002)
Серія i була розроблена як недорога лінійка машин, з наміром вивести на ринок ще більш доступні ThinkPad. Вони, як правило, були дешевшими, ніж серія 300, яка вже була набагато дешевшою за інші.
Дивно, але деякі з моделей були копіями серій A, X, 200 та 500, але часто з набагато меншим набором функцій та нижчою продуктивністю. Деякі інші моделі, які не були просто копіями певної серії, мали цікаві функції, наприклад, можливість відтворювати музичні компакт-диски без увімкненого живлення. Щоправда, за це доводилося платити компромісом - відсутністю док-роз'ємів.

### A Серія (2000-2004)
Серія A була розроблена як універсальна продуктивна машина, оснащена достатньо потужним апаратним забезпеченням, щоб замінити настільний комп'ютер. Таким чином, це була найбільша і найважча серія ThinkPad свого часу, але вона також мала функції, яких не було навіть у T-серії того ж віку. Від серії A відмовилися на користь серій G та R.
A31 був випущений у 2002 році як система для заміни настільних комп'ютерів: Процесор Pentium 4-M з тактовою частотою 1.6, 1.8, 1.9 або 2.0 ГГц (максимально підтримується 2.6 ГГц), ATI Mobility Radeon 7500, 128 або 256 МБ оперативної пам'яті PC2100 (офіційно можна збільшити до 1 ГБ, але неофіційно - до 2 ГБ), високошвидкісний бездротовий зв'язок IBM (на базі PRISM 2.5, може бути модифікований для підтримки WPA-TKIP) та жорсткий диск на 20, 30 або 40 ГБ.

### R Серія (2002-2008)
Серія R була бюджетною лінійкою, починаючи з R30 у 2002 році і закінчуючи R500 у 2008 році.

### G Серія (2003-2006)
Серія G складалася лише з трьох моделей: G40, G41 та G50. Будучи великими і важкими машинами, оснащеними потужними настільними процесорами, ця лінійка ThinkPad слугувала переважно як заміна настільним комп'ютерам.
Ця категорія не стосується "Lenovo G Series (за винятком Thinkpad G50, оскільки це єдиний Thinkpad G-серії, який випустила компанія Lenovo)", які є частиною лінійки Lenovo IdeaPad 3000 Value Line.

### Z Серія (2005-2007, 2022-)
Серія ThinkPad Z спочатку була дуже короткочасною лінійкою ноутбуків, орієнтованих на мультимедійні функції та можливості, що з'явилася після придбання Lenovo у 2005 році. Вона представила кілька нових для бренду ThinkPad функцій, зокрема дисплеї зі співвідношенням сторін 16:10 та веб-камери (лише Z61m та Z61t). Серія була представлена у 2005 році моделями Z60m та Z60t (які були еквівалентні R52), з діагоналями 15,4" та 14,1" відповідно. Однак, згодом серія Z була об'єднана з T60, що призвело до появи нової широкоекранної моделі (лише 15,4"), оголошеної в листопаді 2006 року, фактично анулювавши її існування на той час.
У 2022 році Lenovo випустила нові варіанти серії Z у вигляді Z13 та Z16. Цей бренд позиціонувався як справжній тонкий і легкий преміальний пристрій, що демонстрував мобільні процесори AMD Ryzen 6000 серії, на рівні з X1 Carbon. Він був створений для конкуренції з аналогічними пропозиціями, такими як Apple Macbook Air та Dell XPS 13. Через те, що останнє покоління було випущено наприкінці 2023 року, деякі ставлять під сумнів, чи не була лінійка знову занедбана.
ThinkPad Z60m та Z60t були анонсовані 20 вересня 2005 року. Оглядачі високо оцінили їх дизайн, включаючи нову титанову кришку, а також продуктивність з тодішньою архітектурою Pentium M Dothan та, для Z60m, графікою Mobility Radeon X600. 16 травня 2006 року перші дві моделі були замінені на Z61m та Z61t, що мали нову архітектуру на базі платформи Intel Core, веб-камеру 0,3 Мп, а також правильне співвідношення сторін екрана 16:10 для Z61t замість дещо незвичайного екрана 5:3 у Z60t. Тоді ж був анонсований Z61e зі зниженою вартістю, що використовував корпус Z61m, хоча йому не вистачало тачпада, дискретної графіки та інших функцій, як і R60e порівняно з R60.
Нові Z61m та Z61t також були досить добре сприйняті, хоча NOTEBOOKCHECK зазначив, що Z61m був завеликий, а користувач на forum.thinkpads.com вказав, що Z61t був меншим за 14,1-дюймовий широкоекранний T61. Пізніші моделі поставлялися з процесорами Core 2 Duo.
Нова висококласна модель Z61p була анонсована 18 липня 2006 року. Вона представила екран з вищою роздільною здатністю 1920x1200, ATI FirePro V5200 і поставлялася з можливістю використання нових процесорів Core 2 Duo з самого початку. Однак, як і Z61e, вона не мала опції титанової кришки.
28 листопада 2006 року Z61m та Z61p були замінені на 15,4-дюймові широкоекранні T60 та T60p. Z61t не був належним чином замінений до 9 травня 2007 року, коли був анонсований 14,1-дюймовий широкоекранний T61, побудований на оновленій архітектурі. Він також отримав 15,4-дюймовий широкоекранний та 14,1-дюймовий 4:3 випуск, хоча останній був дуже недовговічним.

### ThinkPad Reserve Edition (2007)

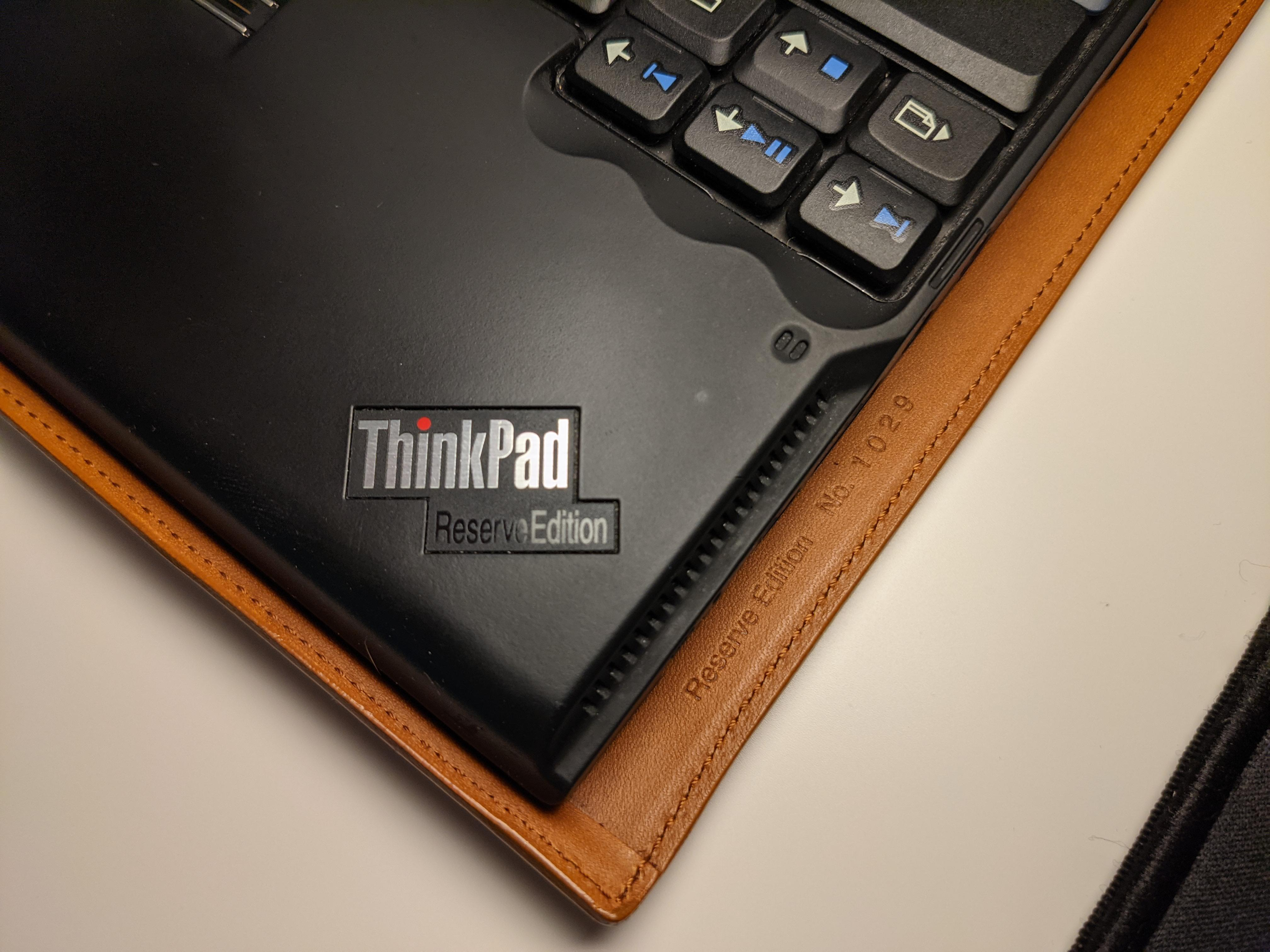
ThinkPad Reserve Edition

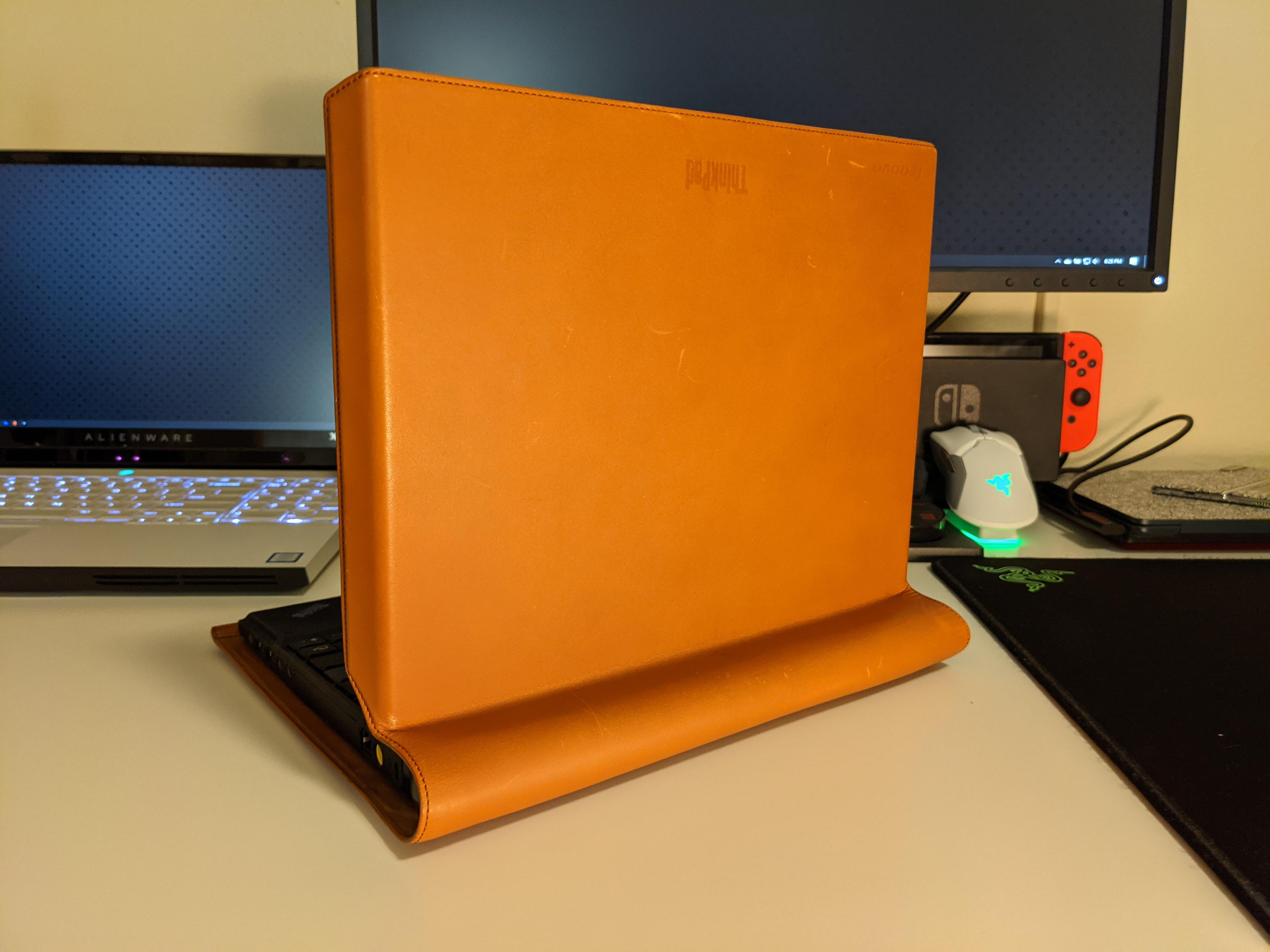
ThinkPad Reserve Edition

ThinkPad Reserve Edition — це особлива серія ноутбуків, яка була випущена компанією Lenovo. Ці ноутбуки відрізняються своїм преміальним дизайном та матеріалами, які використовуються у їх виготовленні.
Однією з головних особливостей ThinkPad Reserve Edition є обробка корпусу з м'якої французької шкіри. Це надає ноутбуку вишуканий та елегантний вигляд, а також робить його приємним на дотик. Крім того, ноутбуки цієї серії мають високі технічні характеристики, такі як потужний процесор, великий обсяг жорсткого диска та швидкий бездротовий доступ до мережі.
ThinkPad Reserve Edition був випущений обмеженим тиражем, що робить його ще більш цінним для колекціонерів та шанувальників бренду ThinkPad. Ці ноутбуки поєднують в собі високу продуктивність та стильний дизайн, що робить їх чудовим вибором для тих, хто цінує якість та естетику.

### SL Серія (2008-2010)
Серія SL була розроблена як недовговічний, непрямий наступник знятої з виробництва серії R.
Через схожість моделей SLx00 з IdeaPad, вони використовували AMI як постачальника BIOS, замість Phoenix. Також були внесені певні зміни в вбудований контролер, що спричинило непрацездатність багатьох драйверів та утиліт, специфічних для ThinkPad, на моделях SLx00.
Серія SL згодом була знята з виробництва та розгалужена, утворивши серію E (продовження SLx00) та серію L (продовження SLx10).

### W Серія (2008-2015)
Ноутбуки серії ThinkPad W були представлені компанією Lenovo як ноутбуки робочої станції з власним літерним позначенням, нащадки попередніх моделей серії ThinkPad T із суфіксом "p". Ноутбуки серії W були запущені у 2008 році, одночасно з Intel Centrino 2, що ознаменувало капітальний ремонт лінійки продуктів Lenovo. Першими двома представленими ноутбуками серії W були W500 та W700.
Ноутбуки серії W від Lenovo були описані виробником як "мобільні робочі станції" і відповідають цьому опису, будучи фізично на більшій стороні спектру ноутбуків, з екранами розміром від 15,6" до 17,3". Більшість ноутбуків серії W пропонували висококласні чотириядерні процесори Intel Core з інтегрованим графічним процесором, а також дискретний графічний процесор Nvidia Quadro, використовуючи Nvidia Optimus для перемикання між двома графічними процесорами за потреби. Винятками є W500, який має інтегровану графіку робочої станції ATI Mobility FireGL, і W550s, який є ноутбуком специфікації Ultrabook лише з двоядерним процесором. Ноутбуки серії W пропонували сертифікати незалежних постачальників програмного забезпечення (ISV) від різних постачальників, таких як Adobe Systems та Autodesk, для програмного забезпечення автоматизованого проектування (CAD) та 3D-моделювання.

### Edge Серія (2010)
Серія ThinkPad E (раніше ThinkPad Edge) — це серія ноутбуків, що виробляється компанією Lenovo з 2010 року. Це найдоступніша лінійка в сімействі ThinkPad і орієнтована на користувачів малого бізнесу, а також на ринки освіти. Серія ThinkPad Edge була представлена на Міжнародній виставці CES 2010 у Лас-Вегасі та надійшла у продаж у квітні того ж року. Спочатку вона позиціонувалася для малих і середніх підприємств.
Щодо ThinkPad Edge 13, в огляді на Engadget було зазначено, що, хоча він "можливо, не має преміальних функцій [Lenovo Thinkpad] X301..., але для бюджетного ультрапортативного... [немає] на що скаржитися". Engadget також протестував час роботи акумулятора Edge 13 і виявив, що "прогноз Lenovo щодо часу роботи акумулятора в сім годин досить точний". Акумулятор Edge 13 протримався 5 годин і 12 хвилин.
Laptop Magazine зробив огляд ThinkPad Edge 14 і дійшов висновку, що це "найпереконливіший 14-дюймовий ноутбук для малого бізнесу на ринку сьогодні".
NotebookReview зробив огляд ThinkPad Edge 15 і зазначив, що його "якість збірки, здається, на крок нижча, ніж у 13- та 14-дюймових моделей". Веб-сайт також зазначив, що серія Edge загалом "здається недобудованою... [і] Edge 15 справляється набагато гірше".
Огляди E220s та E420s були більш позитивними, відзначаючи кращу якість збірки, ніж інші моделі в лінійці Edge. Lenovo розробила ці ноутбуки, щоб "відобразити новий прогресивний і надзвичайно чистий зовнішній вигляд, зберігаючи при цьому міцність і надійність ThinkPad". Наприклад, поряд з новою клавіатурою острівного типу, серія Edge мала деякі зміни в дизайні клавіатури: однорідні чорні клавіші та видалення вбудованої цифрової клавіатури. Функціональні клавіші були перероблені, щоб користувачі могли одним пальцем отримувати доступ до таких функцій, як мультимедійні клавіші. Деякі рідко використовувані клавіші, такі як SysRq, були видалені.

### S Серія (2012-2014)
Серія ThinkPad S — це лінійка тонких і легких ноутбуків, розроблених компанією Lenovo. Вона поєднує в собі класичну надійність ThinkPad з більш сучасним і стильним дизайном. Ці ноутбуки орієнтовані на користувачів, які цінують портативність і продуктивність, але при цьому не хочуть жертвувати якістю збірки та функціональністю.
Наприклад, ThinkPad S440 — це 14-дюймовий ноутбук, який відрізняється тонким корпусом і невеликою вагою. Він оснащений процесорами Intel Core, дискретною графікою AMD Radeon і має широкий набір портів для підключення периферійних пристроїв. S440 також має фірмову клавіатуру ThinkPad, яка відома своєю зручністю і точністю.

### ThinkPad Twist (2012)

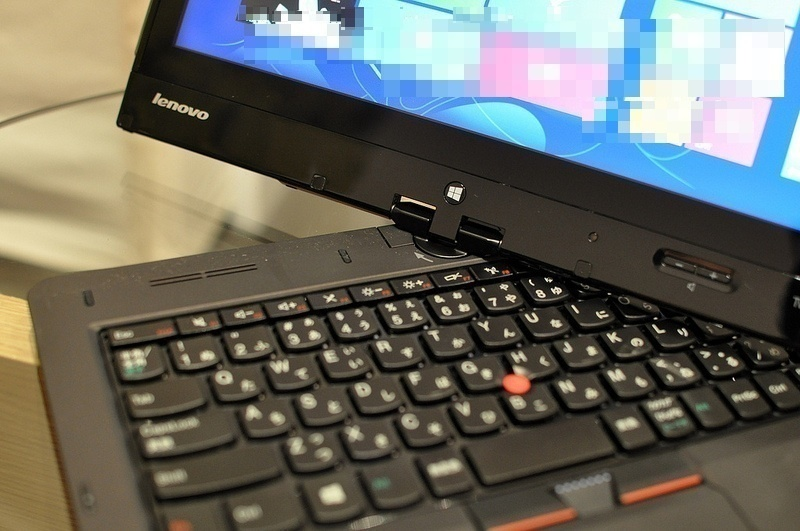
The ThinkPad Twist в дії

ThinkPad Twist — це конвертований планшет 2-в-1, який може функціонувати як ноутбук і планшет, випущений у 2012 році. Twist розроблений для бізнес-користувачів і працює під управлінням операційної системи Microsoft Windows 8. Twist створений відповідно до специфікації Intel Ultrabook. Його зовнішній вигляд та відчуття відповідають іншим пристроям ThinkPad. Twist має гладку плоску кришку з м'яким гумовим покриттям і сріблясту обробку по краю. На зовнішньому корпусі розташовані логотипи Lenovo та ThinkPad. Примітно, що крапка в "i" логотипу ThinkPad пульсує, коли пристрій увімкнено. Twist важить 3,5 фунти і має товщину 0,8 дюйма. Незважаючи на відсутність підсвічування, клавіатура острівного типу Twist є стійкою до проливання рідини та має U-подібні клавіші в стилі chiclet для підвищення комфорту користувача.

### 25th anniversary Retro ThinkPad (2017)
Lenovo ThinkPad 25 Anniversary Edition — це спеціальна ювілейна модель ноутбука, випущена компанією Lenovo у 2017 році на честь 25-річчя лінійки ThinkPad. Цей ноутбук поєднує в собі класичні елементи дизайну ThinkPad з сучасними технологіями та компонентами.

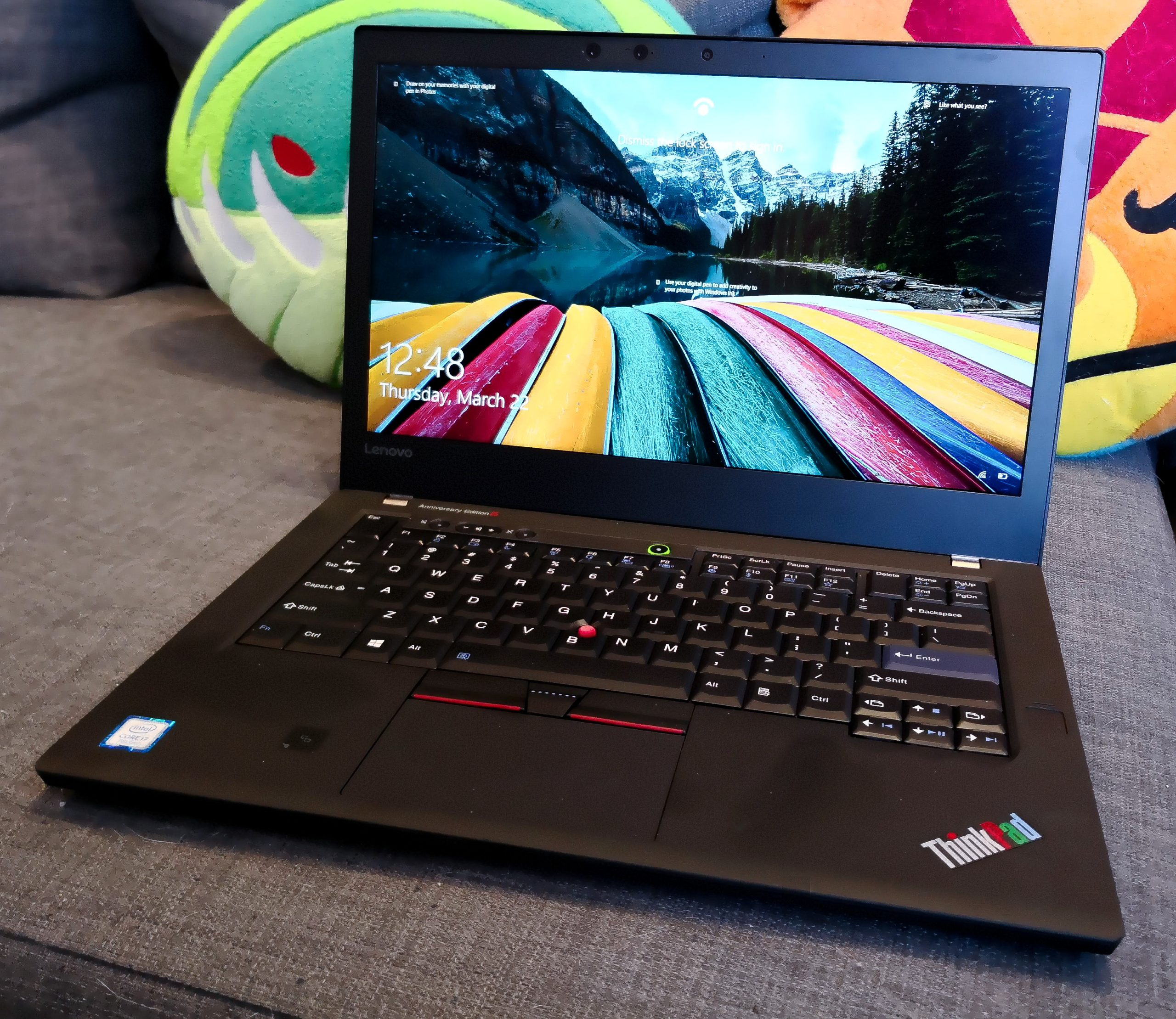
Thinkpad 25 Anniversary Edition

У 2017 році виповнилося 25 років з моменту випуску першого ноутбука ThinkPad. Щоб відзначити цю подію, Lenovo випустила спеціальну ювілейну модель ThinkPad 25. Цей ноутбук був розроблений з урахуванням побажань шанувальників ThinkPad і поєднує в собі класичні елементи дизайну з сучасними технологіями.
ThinkPad 25 має класичний дизайн ThinkPad, який включає в себе:
- Семирядну клавіатуру ThinkPad з класичним компонуванням.
- Червоний трекпоінт TrackPoint.
- Логотип ThinkPad з різнокольоровим логотипом «ThinkPad 25»
- Гумове покриття корпусу.

ThinkPad 25 отримав позитивні відгуки від критиків і шанувальників ThinkPad. Його хвалили за класичний дизайн, зручну клавіатуру та високу продуктивність.Ціна на старті продажів становила 1899 доларів США.

### A Серія (2017-2018)
Серія Lenovo A — лінійка ноутбуків компанії Lenovo, представлена у 2017 році. Серія A була створена як альтернатива існуючим моделям Lenovo ThinkPad, оснащеним процесорами Intel, з використанням процесорів AMD Ryzen.
У 2017 році компанія Lenovo вирішила розширити свій асортимент ноутбуків, запропонувавши моделі з процесорами AMD Ryzen. Це було зроблено для того, щоб задовольнити потреби користувачів, які шукають більш доступні та енергоефективні ноутбуки.
Першими моделями серії A стали A275 та A475, які були аналогами моделей X270 та T470 відповідно. Основною відмінністю між цими моделями були процесори: моделі серії A були оснащені процесорами AMD Ryzen, тоді як моделі серії X та T — процесорами Intel.
- Lenovo A275: 12,5-дюймовий ноутбук, аналог Lenovo X270.
- Lenovo A475: 14-дюймовий ноутбук, аналог Lenovo T470.
- Lenovo A485
- Lenovo A285
- Lenovo A390